# Поморцев Володимир Євграфович
Володимир Євграфович Поморцев (1904, село Нікуліно, тепер Добрянського району Пермського краю, Російська Федерація — ?) — радянський військовий діяч, політпрацівник, член Військової ради Таврійського військового округу, генерал-майор. Депутат Верховної Ради УРСР 3-го скликання.

## Життєпис
Народився у селянській родині.
З 1927 по 1928 рік служив у Червоній армії.
Член ВКП(б) з 1927 року.
З 1934 року — в Червоній армії на військово-політичній роботі.
27 лютого 1939 — 18 березня 1942 року — військовий комісар (заступник командира дивізії із політичної частини) 9-ї пластунської стрілецької дивізії імені Верховної Ради Грузинської РСР. Учасник німецько-радянської війни з 1942 року.
З серпня 1942 по 1943 рік — начальник політичного відділу 9-ї армії Кавказького, Закавказького та Північно-Кавказького фронтів. З 1944 по 1945 рік — начальник політичного відділу 19-ї армії Карельського та 2-го Білоруського фронтів.
Після війни — на відповідальній військово-політичній роботі у Радянській армії.
У липні 1949 — липні 1950 року — член Військової ради Таврійського військового округу.

## Звання
- полковий комісар
- полковник (20.01.1943)
- генерал-майор

## Нагороди
- орден Вітчизняної війни І ст. (2.04.1945)
- орден Вітчизняної війни ІІ ст. (1943)
- два ордени Червоного Прапора (13.12.1942, 1.04.1943)
- ордени
- медаль «За оборону Кавказу» (16.10.1944)
- медаль «За перемогу над Німеччиною у Великій Вітчизняній війні 1941—1945 років» (5.09.1945)
- медалі